# 542
Cette page concerne l'année 542  du calendrier julien. Pour l'année 542 av. J.-C., voir 542 av. J.-C. Pour le nombre 542, voir 542 (nombre).
L'année 542 est une année commune qui commence un mercredi.

## Événements
- 1er mars, guerre des Goths : les Ostrogoths résistent à Vérone à une armée de 11 000 Byzantins[1].
- Printemps :
  - la peste de Justinien atteint Constantinople où elle aurait fait 300 000 victimes[2]. De 542 à 592, elle se répand dans tout l'empire, ravage à plusieurs reprises l’Italie, les côtes méditerranéennes, remonte le Rhône et la Saône, atteint même l’Irlande et la Grande-Bretagne. Elle creuse des vides démographiques, surtout dans le vieux monde romain.
  - victoire des 5 000 Ostrogoths de Totila sur les troupes byzantines à la bataille de Faventia (Faenza)[3].
  - le sassanide Khosro Ier envahit l'Euphratène et assiège Sergiopolis. Il se retire quand Bélisaire rassemble ses forces à Europos, sur les bords de l'Euphrate, mais met à sac Callinicum dans sa retraite[4].
- Juin : nouvelle défaite des troupes byzantines près de Mucellium (Mugello, proche de Florence, en Toscane)[5]. Totila ne peut prendre Florence où se sont retranchés les Byzantins du général Justin[3]. Durant l'été 542, il entreprend une expédition victorieuse dans le Sud de l'Italie[5].

- Childebert Ier et Clotaire Ier reprennent la guerre contre les Wisigoths. Ils s’emparent de Pampelune, ravagent la vallée de l’Èbre, mais échouent devant Saragosse et sont enfin refoulés par Theudis[6]. Childebert rapporte d'Espagne la tunique de saint Vincent et fait construire près de Paris un monastère voué à Vincent de Saragosse qui deviendra celui de Saint-Germain-des-Prés[7].
- Justinien confie vers 542 environ à l’évêque monophysite Jean d'Éphèse le soin de convertir des populations païennes dans quatre provinces d'Asie Mineure, ce qu'il fait au cours de campagnes annuelles pendant trente-cinq ans[8].

## Naissances en 542
- Hachiko, prince japonais.

## Décès en 542
- 27 août : Césaire, évêque d'Arles.
- Tribonien, juriste byzantin.